# Heinrich Fricke
Heinrich Johannes Theodor Fricke (* 25. September 1860 in Hamburg; † 12. Januar 1917 in Lübeck) war ein deutscher Maler und Architekt.

## Leben und Werk

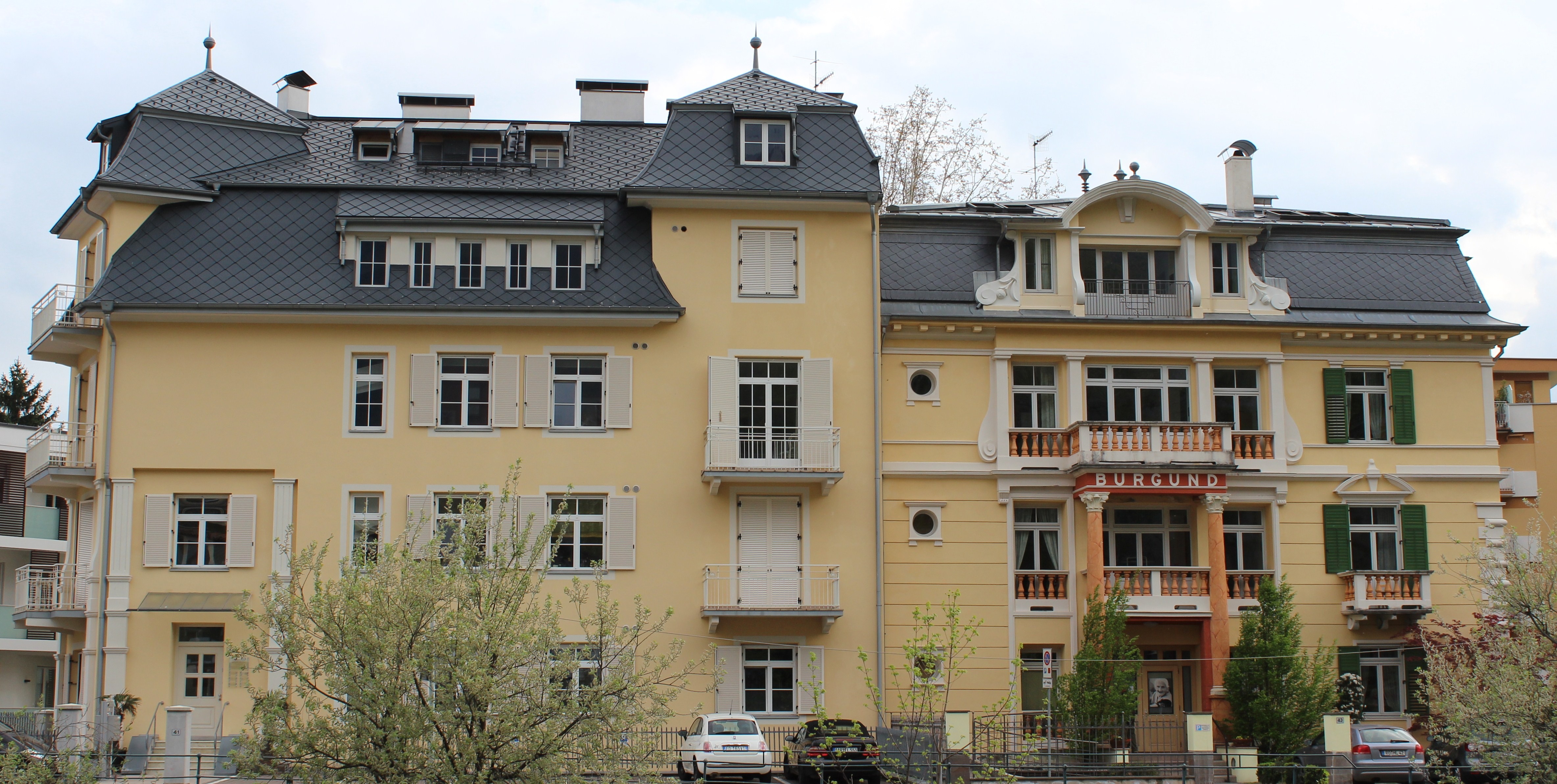
Villa Burgund in Meran, 1896

Heinrich Fricke wurde in Hamburg als Sohn des Diedrich Heinrich Friedrich Fricke und dessen Ehefrau Catharina Dorothea Sophie Fricke geb. Meyer geboren. Nach seiner Schulzeit und dem Abschluss einer Lehre als Maurer arbeitete er 1879 in einem Architektenbüro in Stade.
1880 zog Fricke nach München, um die Baukunst mit der Malerei zu vertauschen. Er studierte an der Technischen Hochschule München bei Joseph Bühlmann, der sich vor allem mit Perspektive und Bauformenlehre befasste, und an der Münchner Kunstakademie bei dem ungarischen Maler Alexander von Wagner Historienmalerei. Fricke wurde zum Lieblingsschüler Wagners, fühlte sich aber besonders zu Wilhelm Leibl hingezogen. Unter dessen Einfluss entstanden Bildnisse wie jenes der Schwiegereltern seiner Schwester.
Bereits in der Naturklasse und der technischen Malklasse wurde Fricke mit Medaillen ausgezeichnet. Er verkehrte mit dem Maler und Zeichner für Kunstgewerbe Otto Eckmann, der von 1885 bis 1890 ebenfalls bei Wagner studierte, sowie mit dem Maler und Grafiker Lovis Corinth, der von Fricke 1886 ein Porträt malte.
Viele kleinere Studien, die auf seinen Ferienreisen entstanden, in denen er alte Bauwerke und Straßenschilder mit seinem Verständnis und malerischen Geschick festhielt, verrieten, dass er von der Baukunst kam. Bühlmann, der auch sein Lehrmeister in der malerischen Perspektive war und gerade zusammen mit Wagner das monumentale Rundpanorama Das alte Rom mit dem Triumphzuge Kaiser Constantins im Jahre 312 nach Christus malte, wurde auf ihn aufmerksam und überredete ihn, mitzuarbeiten. Beide waren von ihrem Gehilfen so begeistert, dass nach dem Erfolg des Panoramas auch „Neapel“ und „Die Seeschlacht von Trafalgar“ gemalt wurden und Fricke, was dieser als einen Glücksfall betrachtete, als Mitarbeiter bleiben musste.
Durch glückliche Umstände kam Fricke 1890 zufällig nach Meran, wo ihn die Natur und eine gemütliche Heimstätte so sehr fesselten, dass er blieb. Ida Borgfeldt nahm ihn 1892 in ihrem stattlichen, im Schatten einer mächtigen Zeder gelegenen Wohnhaus, dem Borgfeldthof, auf. In seiner dortigen Künstlerwerkstatt entstanden im impressionistischen Stil farbenfrohe Landschaften, italienische Ansichten, Gartenbilder und auch Bildnisse. Es reizte ihn jedoch auch, das Haus zu verschönern. Hierbei wurde er wieder zum Baumeister und Gartenkünstler und drückte dem Haus im Innern und von außen seinen Stempel auf. So ließ er im Garten Wein- und Rosenlauben anlegen und drückte sein malerisches Empfinden so auch architektonisch aus.
Seit 1896 war Fricke eng mit dem ebenfalls in Meran lebenden Landschaft- und Porträtmaler Louis Eysen befreundet. Beide schufen vorwiegend Landschaftsbilder, machten diese allerdings kaum der Öffentlichkeit zugänglich.

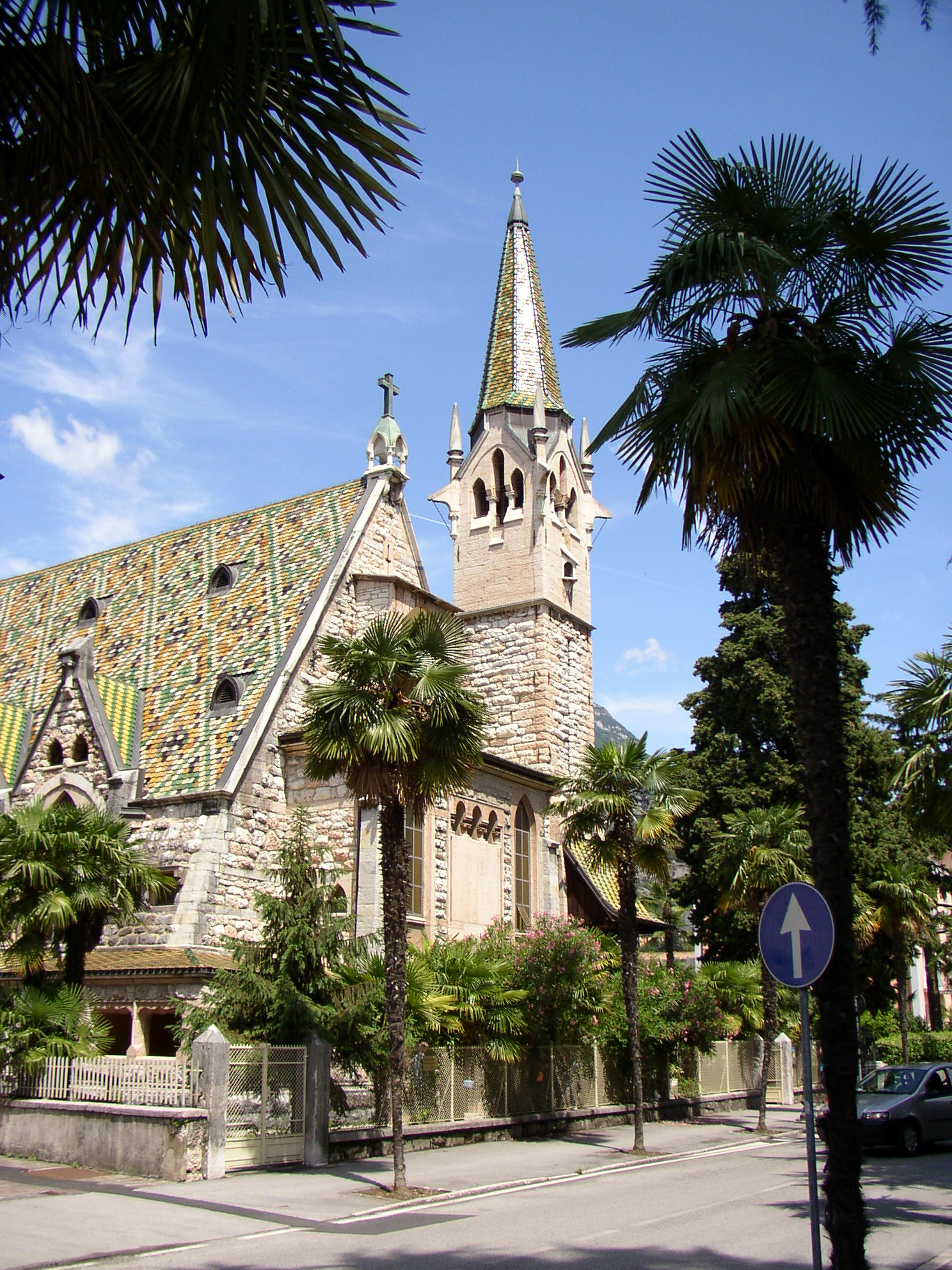
Trinitatiskirche in Arco (Italien)

Nachdem Fricke sich als Architekt mit dem Bau der imposanten Meraner Villa Burgund in neubarocken Stilformen 1896 einen Namen gemacht hatte, wurde er mit dem Entwurf der evangelischen Trinitatiskirche im Kurort Arco am Gardasee betraut. Es sollte die erste protestantische Kirche im heutigen Trentino werden. Die Kirche, in eklektischem Stil entworfen, war vom Turmhelm bis zum letzten Türdrücker sein Werk und war als architektonisches Kleinod ersten Ranges der eigenartigen Landschaft Arcos angepasst.
Anschließend wollte Fricke sich wieder der Malerei zuwenden, begann jedoch an sich zu zweifeln. Mit seinen Malerfreunden, von denen schon viele einen klangvollen Namen bekommen hatten, glaubte er nicht Schritt gehalten zu haben. Mit dem 1906 nach Meran gekommenen Dichter und Schriftsteller Christian Morgenstern verband ihn eine herzliche Freundschaft, er war bei Morgensterns Hochzeit mit Margareta Gosebruch am 7. März 1910 Trauzeuge. Um ein neuer Mensch zu werden, hielt er es jedoch für notwendig, in eine neue Umgebung zu kommen. Der Abschied von Tirol fiel ihm jedoch nicht leicht. Er hing an Meran und dem Schloss Runkelstein. Auf dem Schloss durfte er einmal die Kaiserin Friedrich mit den Prinzessinnen herumführen. Sie hatte ihn angesprochen, ohne dass er wusste, wer die ganz einfach schwarz gekleidete Dame mit mächtigen gelbledernen Stulpenhandschuhen war. Nach dem Tod von Ida Borgfeldt im Jahr 1908 verließ Fricke Ende März 1910 Meran als kranker Mann.
Beinahe menschenscheu geworden, wollte er – wenigstens zunächst – nicht mit seinen früheren Freunden zusammenkommen und ging nach Lübeck. Hier hatte es ihn in jungen Jahren so gut gefallen, und seine Schwester, an der er mit ganzer Liebe hing, lebte hier. Doch auch dort schloss er sich an niemanden an. Er wich neuen Bekanntschaften aus. Fricke malte vor allem norddeutsche Landschaften, z. B. „Allee bei Travemünde“ (1912/1913, Hamburger Kunsthalle) und auch die ihm vertrauten architektonischen Motive, wie das bis 2010 verschollene Interieur „Marienkirche zu Lübeck, Pfeiler-Epitaph“, das sich seitdem in einer norddeutschen Privatsammlung befindet. In dessen Mittelpunkt steht das 1703 errichtete monumentale Epitaph des Lübecker Ratsherren Hermann Fock(e), das 1942 zerstört wurde.
Obwohl er ohne eigentlichen Grund um seine finanziellen Verhältnisse zu fürchten begann, sprach er sich mit niemandem darüber aus. An der mangelnden Ernährung in Folge des Ersten Weltkriegs litt er mehr als andere, sein Gesundheitszustand verschlechterte sich, bis er starb.
Noch zu Lebzeiten hat Fricke seinen künstlerischen Nachlass geordnet. Einige Bilder waren für den Hamburger Grafiker und Bildhauer Herbert Meyer (1891–1952) bestimmt, der sich später Herbert Mhe nannte. Dazu gehörte – ausweislich eines handschriftlichen Vermerks auf der Rückseite des Gemäldes – auch das genannte Interieur.
Fricke starb 56-jährig in Lübeck und wurde auf dem Friedhof Ohlsdorf in Hamburg beigesetzt. Im Rahmen einer Gedächtnisausstellung wurden im Juni 1918 in der Lübecker Katharinenkirche dreizehn Ölgemälde und Aquarelle von ihm gezeigt.
Fricke war bis zu der Ausstellung in Lübeck 1918 als Maler nahezu unbekannt. In seinen letzten 20 Lebensjahren hatte er fast nirgends mehr etwas von seinen Werken gezeigt.